# Џули Харис
{{Кутијица за глумце
| име = Џули Харис
| слика = Julie Harris 1973.JPG
| опис_слике = Џули Харис, 1973.
| пуно_име = Џулија Ен Харис
| датум_рођења = 2. децембар 1925.
| место_рођења = Грос Појнт
| држава_рођења = Мичиген, САД
| датум_смрти = 24. август 2013. (87 год.)
| место_смрти = Вест Чатман
| држава_смрти = Масачусетс, САД
| супружник = Џеј Џулијан (1946−1954) 
Менинг Гуријан (1954−1967) 
 Волтер Карол (1977−1982)
| оскар = Номинована: Најбоља главна глумица 
 1952 The Member of the Wedding
| еми = Најбоља главна глумица у минисерији или филму 
 1959 -{Little Moon of Alban 
 1962 Victoria Regina 

Outstanding Voice-Over Performance 
 2000 Not for Ourselves Alone: The Story of Elizabeth Cady Stanton & Susan B. Anthony}-
| тони = Најбоља главна глумица у представи 
 1952 
}}
Џули Харис (енгл. Julie Harris) била је америчка глумица, рођена 2. децембра 1925. године у Грос Појнту, у Мичигену (САД), а преминула 24. августа 2013. године, у Вест Чатману, у Масачусетсу (САД).